# Деев, Юрий Дмитриевич
Деев Юрий Дмитриевич (13 ноября 1944 — 30 декабря1998) — живописец, член Союза художников СССР.

## Биография
Юрий Деев родился 13 ноября в 1944 года в городе Топки Кемеровской области. Детство Юрия Деева прошло в городе Кызыле. Учился профессиональному искусству в студии Дома народного творчества. После службы в армии (Гданьск, Польша) поступил в Красноярское художественное училище им. В. И. Сурикова (1971). Окончив училище, он вернулся в Кызыл. Участвовал в организации и проведении республиканских выставок молодых художников, в зональных выставках молодых (Омск 1973 г.), в республиканской выставке «Молодость страны» (1976).
Преподавал в Кызылском училище искусств. Став представителем Тувинской организации художников, Юрий Дмитриевич принимал участие в работе оргкомитетов и комиссий в Москве и других городах страны. Период, в который жил в республике Тыва, для него был временем поиска себя в разных видах и жанрах изобразительного искусства. Основные произведения этого периода — «Теплая юрта» (1977), «Юрта мира» (1978), «Юрта учителя» (1979), «И девушки уходят на войну» (1979), «Красная юрта» (1980), «Великий хурал» (1980—1981). Некоторые из них были представлены на выставках в Москве, основные работы были приобретены художественными музеями Тувы, Алтая, Красноярска.
В начале 1980-х гг. Юрий Деев переехал в Красноярск. Тема войны и в Красноярске оставалась для него актуальной, его отец-фронтовик получил тяжёлое ранение под Ленинградом. Прежде чем создать свой знаменитый «Реквием. 1941 год» (1983), художник двумя годами раньше, в память об умершем отце, написал «День победы». В образе мальчика в гимнастёрке отца он воплотил себя, свои мысли и чувства. Картина «Люди и птицы» (1989—1990) — это философское размышление о том, что произошло с народом и страной. Сюжеты: «Разговор», «Дед с петухом», «Двое», «Зимний сад», «К весне», «Сенокос», «Небесный полёт», «Банный день» наполнены любовью к животным, гармонией человека и природы, торжеством рукотворной красоты, олицетворением которой является лоскутное одеяло, переходящее из композиции в композицию. Сила русской православной традиции по-особому отражена в его картинах «Приди к нам» (1989), «Ильин день» (1990), «Покров» (1990), «Деревянный корабль» (1990), «Рождество» (1992), «Троица» (1991), «Покаяние» (1995—1997).
Умер Ю. Д. Деев 30 декабря 1998 года в Красноярске.

## Основные выставки
- Республиканская выставка работ художников и мастеров прикладного искусства, посвященная 50-летию Ленинского комсомола 1968 г., г. Кызыл.
- Республиканская выставка молодых художников, посвященная 50-летию СССР 1972 г., г. Кызыл.
- Республиканская выставка «Молодость страны» 1976 г.

## Основные произведения
- «Теплая юрта» (1977)
- «Юрта мира» (1978)
- «Юрта учителя» (1979)
- «И девушки уходят на войну» (1979)
- «Красная юрта» (1980)
- «Великий хурал» (1980—1981)
- Натюрморт. К. м. 50х30.
- Речка Сизим. К., м. 24х34.
- Речка Эржей. К., м. 28х40.
- Старая. Бум., м. 56х48.
- Ильин день (1990),
- Георгий-строитель
- Часовня
- Живая церковь
- Часовня
- Влюбленные и др.
- «Приди к нам» (1989)
- «Деревянный корабль» (1990)
- «Рождество» (1992)
- «Троица» (1991)
- «Покаяние» (1995—1997).